# جورجو آوولا
جورجو آوولا (ایتالیایی: Giorgio Avola؛ زادهٔ ۸ مهٔ ۱۹۸۹) شمشیرباز اهل ایتالیا است.